# 인민과 국가
《인민과 국가》(네덜란드어: Volk en Staat 볼크 엔 스타트[*])는 1936년부터 1944년까지 벨기에 플랑드르에서 발행된 일간 신문으로 파시즘 정당인 플랑드르 국가 연합의 기관지로도 잘 알려져 있다.
1936년 11월 15일 창간되었으며 1944년 나치 독일이 점령한 벨기에가 연합군에 의해 해방되면서 강제 폐간되었다. 이 신문은 하루에 40,000부에서 50,000부 정도가 팔렸으며 1944년까지 계속 발행되었다.